# Robert II de Sablé
Pour les articles homonymes, voir Robert II et Robert de Sablé.
Robert II de Sablé le Bourguignon (surnom porté aussi par son père), seigneur de Sablé, fils de Robert de Nevers seigneur de Craon et d'Avoise de Sablé, fille de Geoffroy. On le trouve aussi désigné sous le nom de Vestrol, ou Vestroilt.

## Biographie
Robert, fils cadet de Robert le Bourguignon, est improprement nommé Robert Ier par Gilles Ménage, puisque son père fut assurément la souche de la maison de Sablé.Robert II ne paraît officiellement dans les actes que du vivant de son père. Il confirma vers 1080 le don d'un serf à Marmoutier, fait par le Bourguignon. Témoin en 1095 de la sentence de Foulque le Réchin attribuant la vigne de Pitrate à Saint-Aubin, Robert le Bourguignon semble s'être plu à l'initier au gouvernement dans plusieurs circonstances. Par exemple, le 14 janvier 1095, il lui fit régler toutes les difficultés antérieures entre Marmoutier et la Couture, approuvant lui-même l'acte le lendemain, cérémonie qu'il renouvela plusieurs fois. Un jour (1085-1096), il l'engagea à revenir sur ses exigences envers l'abbaye de Saint Vincent, à se contenter des modestes présents qu'on lui offrait, et à défendre constamment les biens des moines.Quand Robert le Bourguignon se disposait à partir pour la croisade, Vestrol ratifia ses dons faits à Sablé ; mais à Marmoutier où le père confirma ses dons antérieurs pour lesquels Renaud, fils aîné, avait reçu une indemnité, le cadet ne dut rien toucher. Il semblait peu délicat dans certaines circonstances avec les religieux qui n'osaient accepter une concession de coutume en Saint-Nicolas de Sablé, voyant la mauvaise grâce avec laquelle le jeune homme agréait l'aumône du père ; mais ce dernier voulut quand même que l'affaire fût réglée à son départ. Il consentit aussi dans cette occurrence, par condescendance pour ce fils, à lui laisser après le décès de Berthe, sa seconde femme, les trois masures de terre de la Lande. Presque aussitôt après le départ de son père, Robert II, dit alors le Bourguignon par Orderic Vital, vint avec le vicomte Raoul, Geoffroy II de Mayenne et autres chevaliers manceaux, faire sa soumission à Guillaume le Roux qui s'était emparé du Mans, et remettre sa forteresse au vainqueur. Il est nommé le troisième.Il paraît en 1099, témoin de Gaudin de Malicorne, contre l'abbaye de Saint-Aubin, aussi bien qu'à Marmoutier avec Simon de Bouère et Mathieu, beau-frère de ce dernier, pour ratifier tous les dons faits dans leurs fiefs par leurs parents. Mais c'est du vieux croisé qu'il s'agit dans une charte de Saint-Laud, du 13 avril 1099, où le même Gaudin de Malicorne promet d'appeler à la cour de Foulque le Réchin, à Baugé, le seigneur de Sablé.La charte où Robert II est cité rétrospectivement avec sa femme et Lisiard, son fils, fait connaître aussi ses petits-fils, Robert et Geoffroy, et doit dater de 1140. Ménage a raison de dire que Robert II, qu'on ne voit pas cité après 1099, alla lui-même en Terre sainte, peut-être à la recherche de son père, et qu'il n'en revint pas. Il mourut jeune, dit le même auteur, ce qui explique qu'on ne lui vit rien faire, ni dans l'Anjou, ni dans le Maine. « Il n'y a fait ni guerre, ni bâtiments, ni fondation ». Ménard, qui raconte qu'il partit seulement en 1105, se trompe évidemment puisqu'il ajoute qu'il était seigneur de Briolay, seigneurie qui n'entra dans la famille que par le mariage de Lisiard, son fils.

## Famille
Robert II avait épousé Hersende de la Suze, fille d'Herbert et d'Erembourg. Elle avait eu un frère nommé Milon, qui ne vécut pas jusqu'à son mariage, puisqu'elle hérita de la terre patrimoniale. Cette alliance qui augmenta si notablement la fortune de sa famille peut être regardée comme un nouveau trait de l'habile politique de Robert le Bourguignon. Hersende vivait encore en 1110, qualifiée mère de Lisiard.
Elle eut de son mari:
1. Lisiard, qui succéda à son père ;
2. Guy, témoin en 1110 d'un contrat entre les moines de Marmoutier et Lisiard. En 1139[2], il passa en Angleterre avec Mathilde l'Emperesse, comtesse d'Anjou. Ménage ne croit pas qu'il s'y soit fixé. D'après un titre de la tour de Londres, Jean sans Terre aurait donné le fief de Guy de Sablé à Pierre de Préaux l'an 1203, ce qui supposerait à notre Guy au moins quatre-vingts ans, mais ces titres de la tour de Londres sont suspects ;
3. Godehilde n'est connue comme sœur de Lisiard et fille d'Hersende que par l'acte de Marmoutier de 1110.

Ménage admet, sur l'autorité de Du Paz, une fille supplémentaire, Jeanne de Sablé, qui aurait épousé Hugue de Mathefelon, fils d'Hubert de Champagne, mais cette fille n'est mentionnée ni parmi les filles de Robert II de Sablé, ni parmi les épouses d'Hugues de Mathefelon.

## Sources
- Abbé Angot, « Sablé », dans Bulletin de la Commission historique et archéologique de la Mayenne, 1919, no 35, p. 166-189, 266-278, 369-380 .